# Ryd, Väderstads socken

Ryd även kallad Ryd Skattegård, är en gård från åtminstone 1642 i Väderstads socken, Göstrings härad. Den bestod av 1/2 mantal. 

## Ägare och boende

### Lundby 1
| Period    | Namn                    | Levnadstid | Övrigt                                                         |
| --------- | ----------------------- | ---------- | -------------------------------------------------------------- |
| 1642-1668 | Jöns Persson            |            |                                                                |
| 1670-1696 | Anders Bengtsson        | -1696      |                                                                |
| 1699-1708 | Sven Andersson          |            |                                                                |
| 1709-1734 | Håkan Jönsson           |            |                                                                |
| 1740-1748 | Anders Håkansson        |            | Ägde 1/2 mantal.                                               |
| 1749-1759 | Nils Arvidsson          |            | Ägde 1/2 mantal.                                               |
| 1761-1787 | Anders Månsson          |            | Ägde ägde fram till 1771, 1/2 mantal och efter det 1/4 mantal. |
| 1784-1786 | Anders Andersson        |            | Ägde 1/4 mantal.                                               |
| 1787      | Carl Hagström           |            | Ägde 1/4 mantal.                                               |
| 1789-1801 | Anders Persson          | 1727-      | Bonde. Ägde 1/4 mantal.                                        |
| 1790-1801 | Sven Persson            | 1755-      | Bonde. Ägde 1/4 mantal.                                        |
| 1806-1807 | Sven Andersson          | 1779-      | Bonde.                                                         |
| 1809-1820 | Anna Persdotter         | 1764-1820  | Ägde 1/4 mantal.                                               |
| 1824-1832 | Petter Persson          | 1777-1832  | Ägde 1/4 mantal.                                               |
| 1824-1839 | Maria Nilsdotter        | 1769-1841  | Ägde 1/4 mantal.                                               |
| 1839-1843 | Peter Rydqvist          | 1782-      | Ägde 1/4 mantal.                                               |
|           | Carl Magnus Gabrielsson | 1811-      | Ägde 1/4 mantal.                                               |
|           | Adam Jonsson            | 1878-      | Ägde 1/10 mantal.                                              |